# Dogon
Els dogon són un grup ètnic que viu a la regió de l'altiplà central de Mali. Els dogon són molt coneguts per la seva mitologia, les seves danses de màscares, l'escultura en fusta i la seva arquitectura. Al segle xx, hi va haver grans canvis en l'organització social, la cultura material i les creences dels dogon, en part pel motiu que són el principal atractiu turístic de Mali.

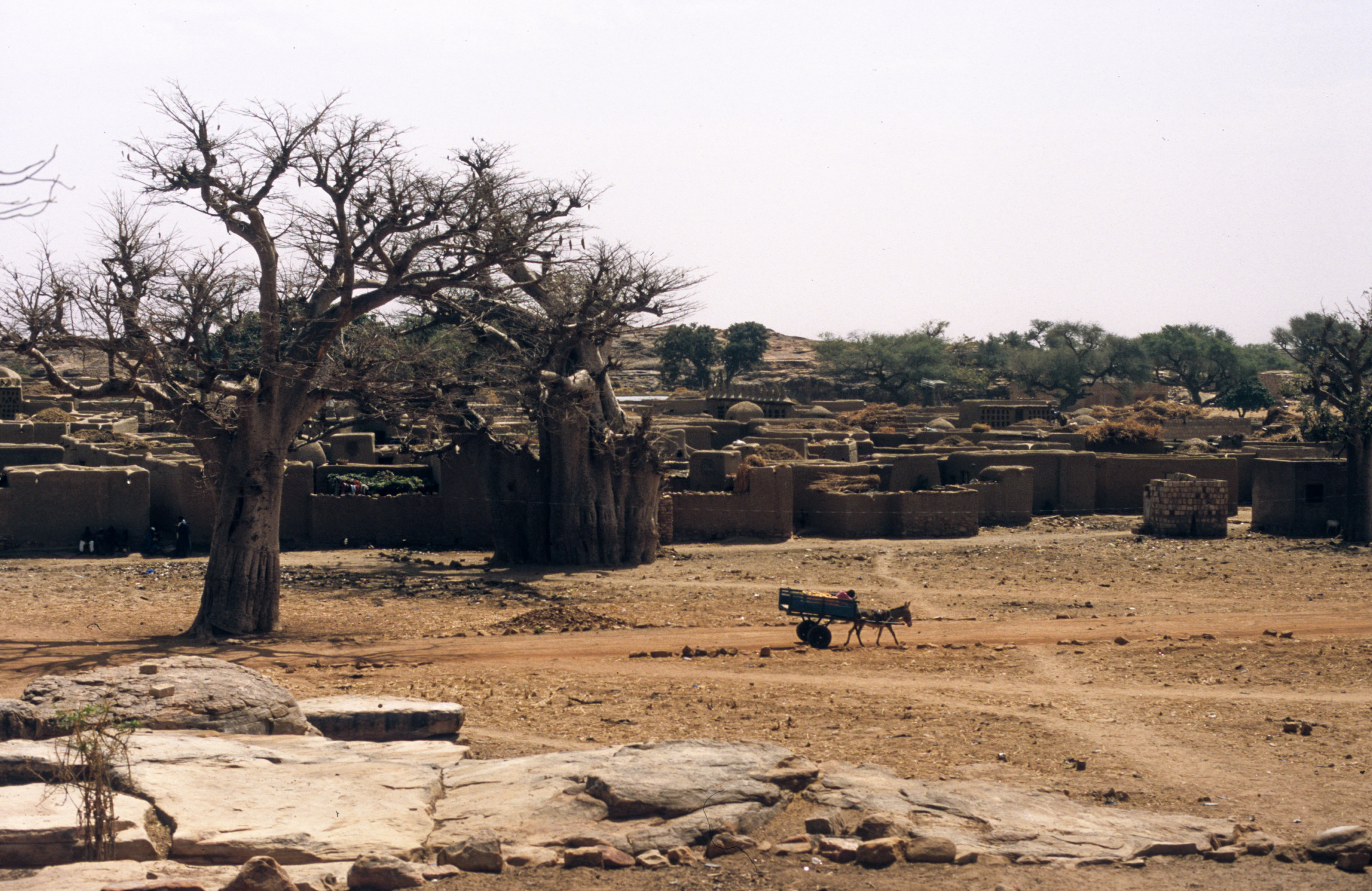
Poble dogon

La majoria dels dogon practica una religió animista, amb l'esperit ancestral Nommo, amb festivals i mitologia en què l'estrella Sírius té un paper important. Una minoria significant practica l'islam i alguns el cristianisme.
Històricament, els poblats dogon es van establir a la zona de Bandiagara a conseqüència de la negativa dels dogon a convertir-se a l'islam fa un miler d'anys. La inseguretat derivada d'aquesta negativa va fer que construïssin els seus pobles en llocs inaccessibles, entre parets de penya-segats que es poguessin defensar. L'altre factor n'era l'accés a l'aigua, ja que el riu Níger hi resta a prop.

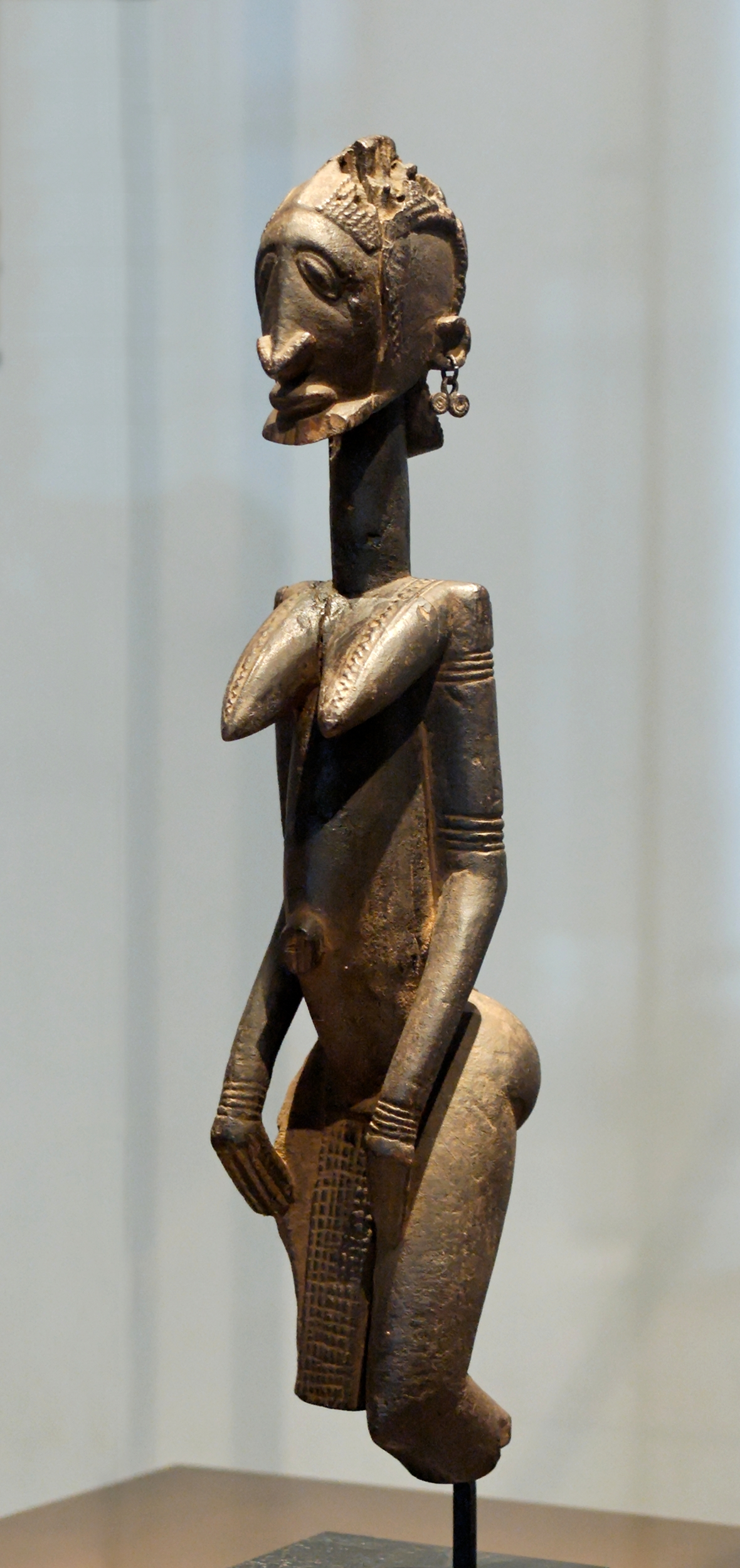
Escultura dogon entre els segles i

L'art dogon és principalment l'escultura. Està basada en ideals i valors religiosos. Les escultures no estan fetes per a ser vistes en públic i normalment queden amagades dins de santuaris.